# Gare de Roche-lez-Beaupré
La gare de Roche-lez-Beaupré est une gare ferroviaire française de la ligne de Dole-Ville à Belfort, située sur le territoire de la commune de Roche-lez-Beaupré, dans le département du Doubs, en région Bourgogne-Franche-Comté.
C'est une halte voyageurs de la Société nationale des chemins de fer français (SNCF), desservie par des trains TER Bourgogne-Franche-Comté.

## Situation ferroviaire
Établie à 260 mètres d'altitude, la gare de Roche-lez-Beaupré est située au point kilométrique (PK) 414,585 de la ligne de Dole-Ville à Belfort entre les gares de Besançon-Viotte et  de Novillars.

## Fréquentation
La fréquentation de la gare est détaillée dans le tableau ci-dessous :
| Année     | 2015  | 2016  | 2017  | 2018  | 2019  | 2020  | 2021  | 2022  | 2023  | 2024  |
| --------- | ----- | ----- | ----- | ----- | ----- | ----- | ----- | ----- | ----- | ----- |
| Voyageurs | 6 423 | 6 608 | 7 336 | 6 756 | 7 487 | 4 621 | 5 173 | 6 860 | 6 352 | 7 315 |

## Service des voyageurs

### Accueil
Halte SNCF, c'est un point d'arrêt non géré (PANG) à accès libre. Elle dispose de deux quais, avec abris. Elle est notamment équipée d'un automate pour l'achat de titres de transport.
Un passage de niveau planchéié permet la traversée des voies entre les deux quais. Chaque quai est équipé d'un écran, où sont affichés les horaires de la ligne en temps réel.

### Desserte
Roche-lez-Beaupré est desservie par des trains TER Bourgogne-Franche-Comté de la relation Dijon-Ville -  Belfort.

### Intermodalité
Un parking pour les véhicules y est aménagé.
Elle est desservie par la ligne  73  du réseau de transport en commun Ginko.

## Patrimoine ferroviaire
L'ancien bâtiment voyageurs désaffecté du service ferroviaire.

## Galerie de photographies

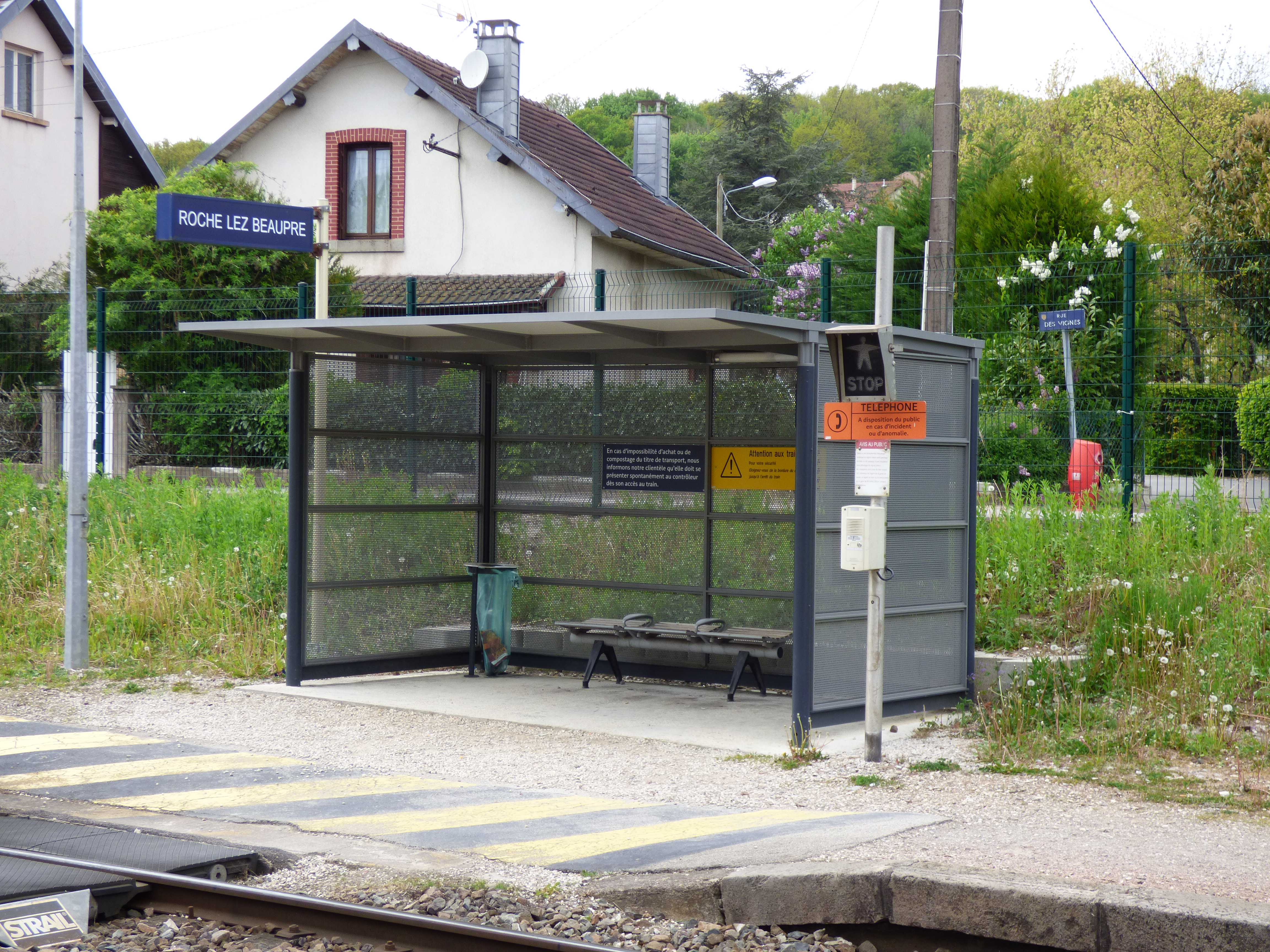
Abri de la voie 1.
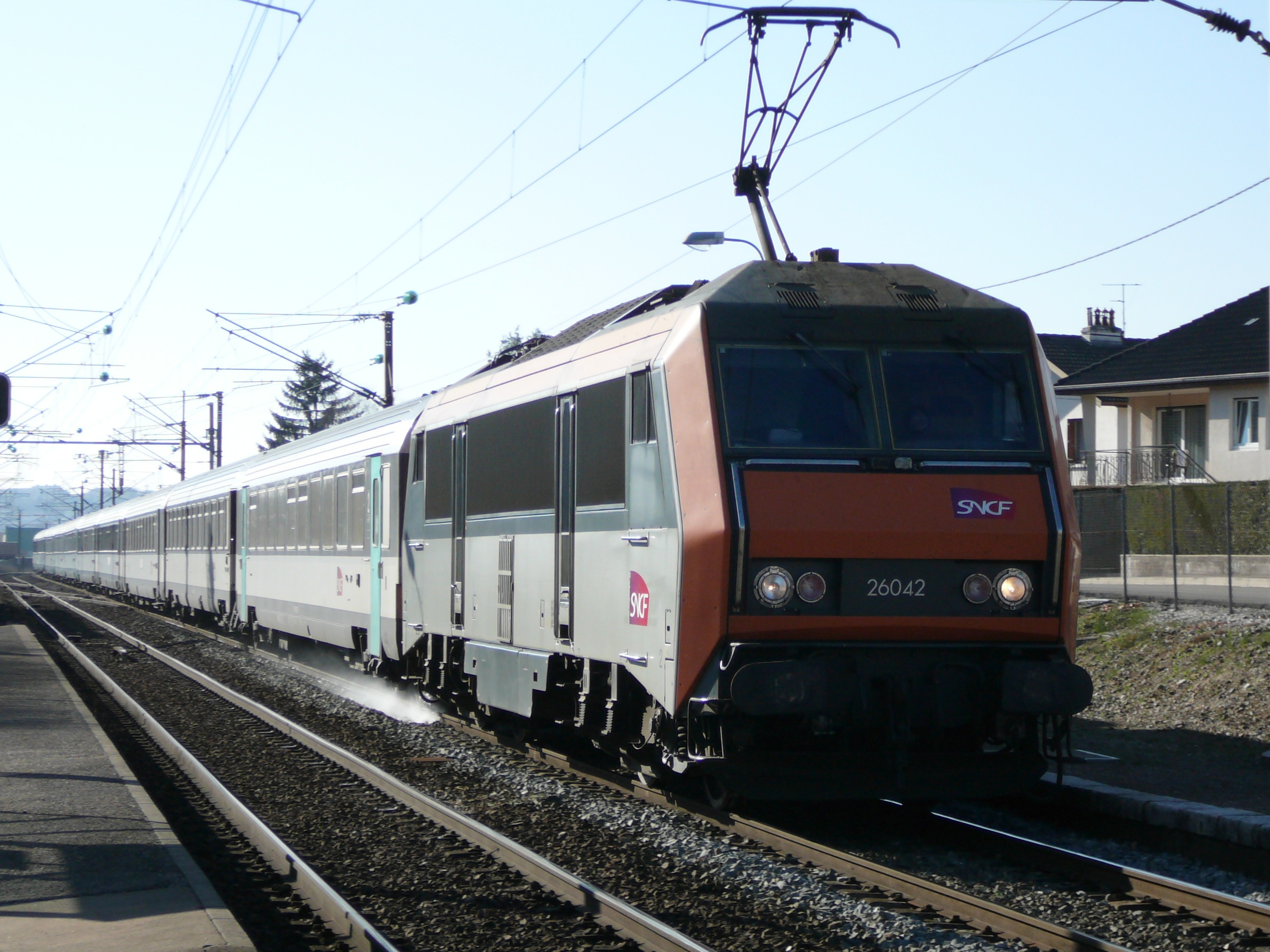
Train Corail Lyon-Strasbourg à Roche-lez-Beaupré.
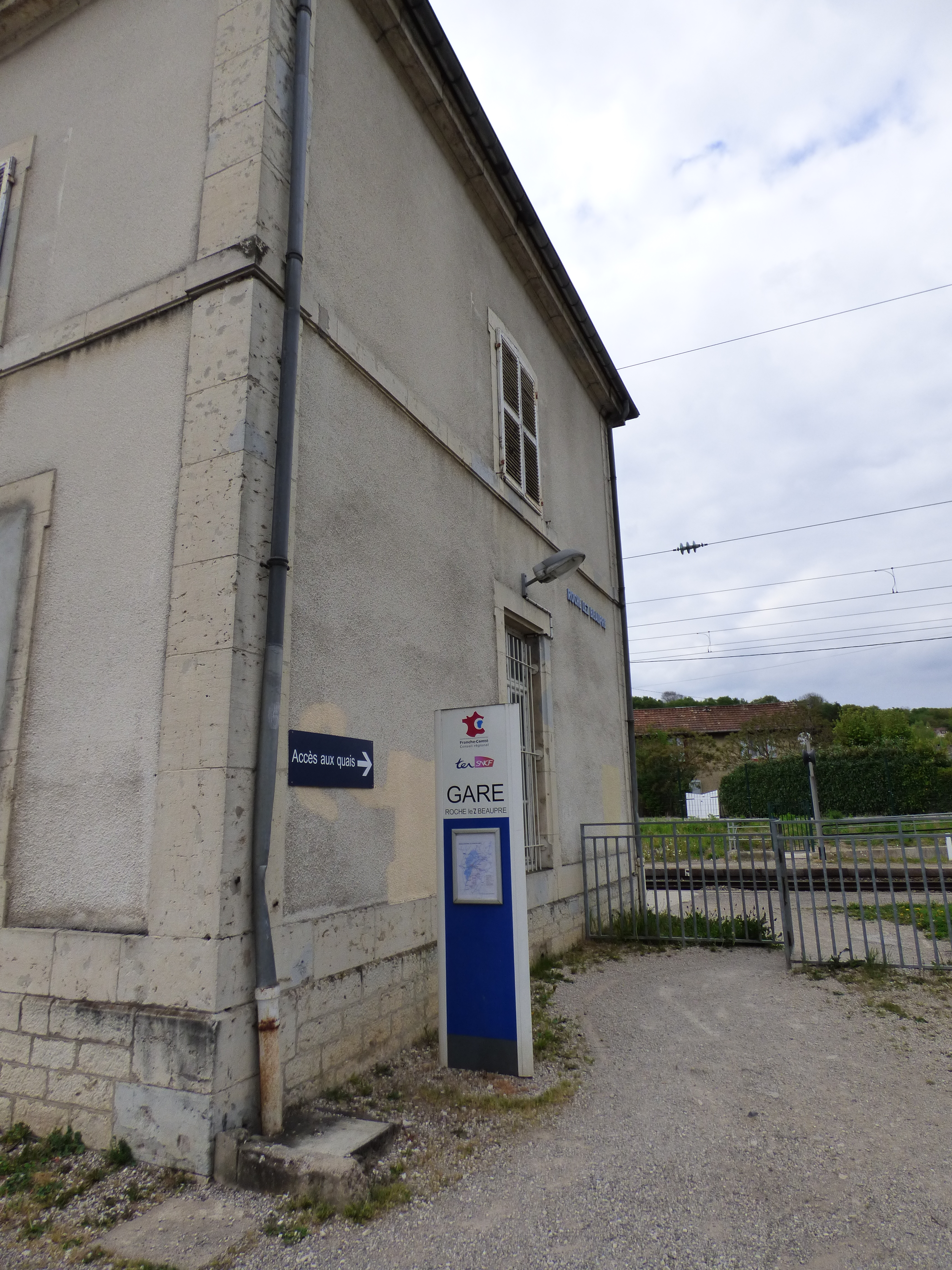
Entrée permettant d’accéder à la gare et à la voie 2. Une autre sortie et présente à la voie 1.
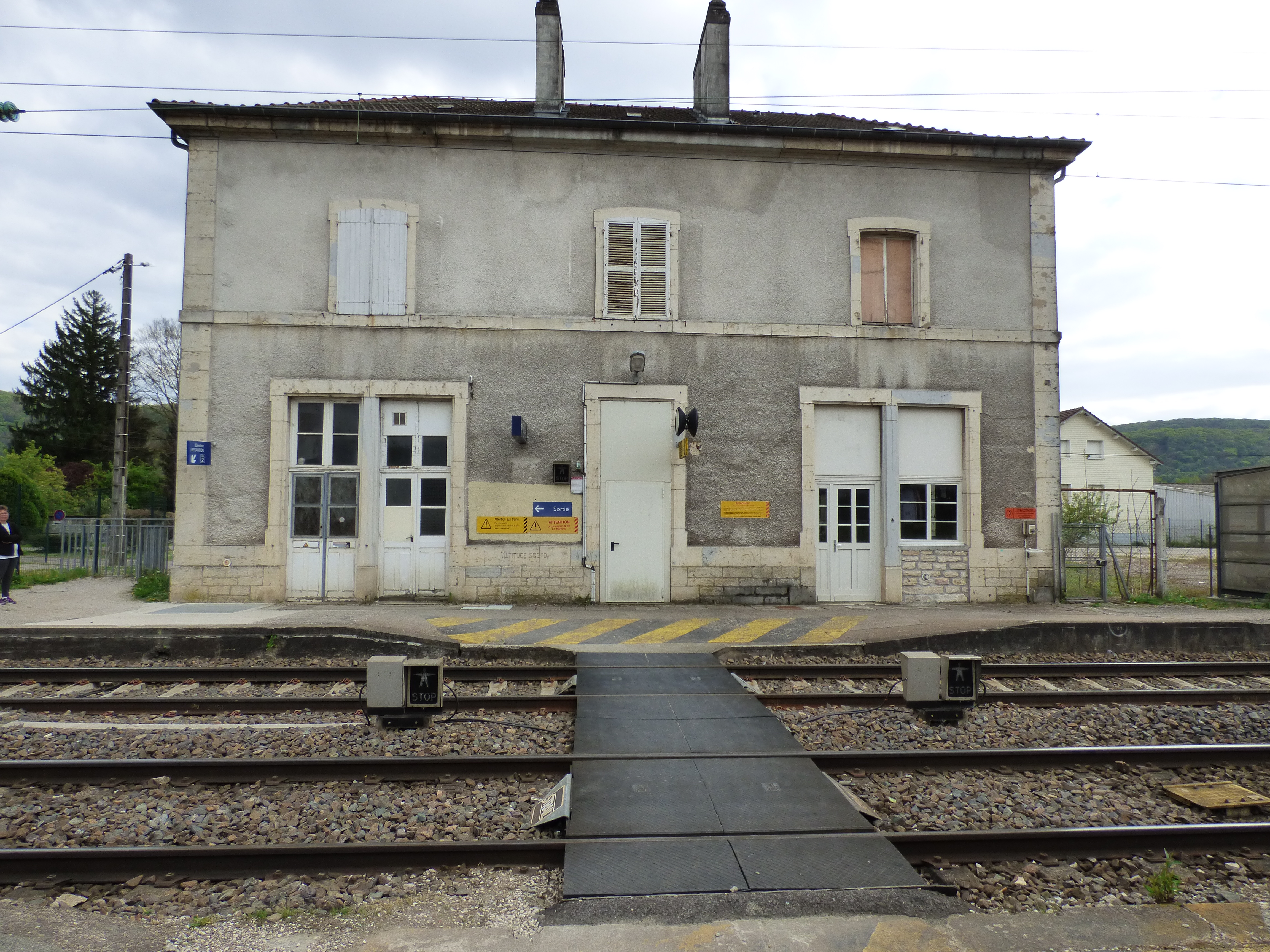
Passage permettant aux personnes de traverser les 2 voies.
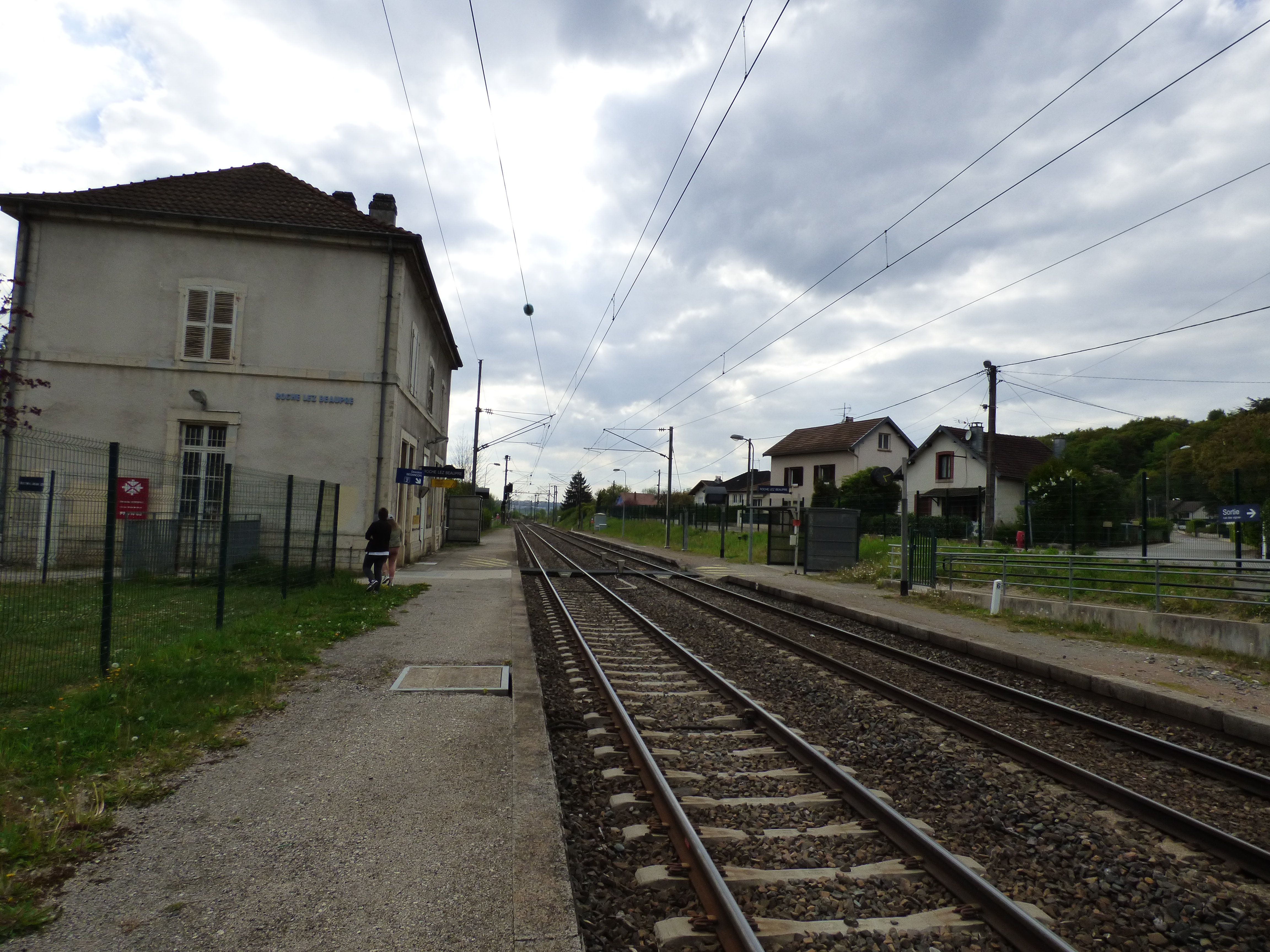
Vue direction Besançon.